# محرك داخلي
المحرك الداخلي أو المحرك المُستقل (يُعرف عامةً بأسم محرك خاص) هو محرك ألعاب يتم صنعه للعبة معينة أو سلسلة من الألعاب التي تتبع وجهة أو طريقة لعب معينه. هذا النوع من المحركات يتم صنعه عادةً لألعاب الـ"AAA" (ألعاب ذات ميزانية ضخمة). على سبيل المثال لا الحصر ذا لاست أوف أس وكول أوف ديوتي 4: مودرن وورفير وغيرها.
يتميز هذا المحرك بالواقعية وانسجامه مع اللعبة. ولكن ما يُعيبه هو أن مرحلة البناء عادةً ما تكون صعبة ومُكلفة. حيث يتم بناء أدوات الهندسة والبرمجة والإكساء يكون من الصفر. مما يجعل العملية محتملة الخطأ فضلاً عن الجهد والميزانية.